# Хусейн, Абрар
Абрар Хусейн (англ. Abrar Hussain; 9 февраля 1961, Кветта, Западный Пакистан — 16 июня 2011, Кветта) — пакистанский боксёр, неоднократный участник Олимпийских игр. Выступал в первом среднем весе (~71 кг).

## Биография
Родился 9 февраля 1961 года в Мари-Абаде, Аламдар-роуд, районе проживания хазарейцев в пакистанском городе Кветте. В некоторых источниках указана дата его рождения 9 февраля 1965 года.
Представлял Пакистан на летних Олимпийских играх 1984, 1988 и 1992 годов. На Южноазиатских играх 1985 года завоевал золотую медаль для Пакистана в Дакке. На летних Азиатских играх 1990 вновь завоевал золотую медаль по боксу для Пакистана. Также представлял свою страну на Играх Содружества 1990 года.
Был заместителем директора Пакистанского спортивного совета и председателем Провинциального спортивного совета пакистанской провинции Белуджистан. Был застрелен возле своего офиса в городе Кветте 16 июня 2011 года двумя неустановленными лицами на мотоцикле. Принадлежал к этнической группе хазарейцев и был сторонником шиитского направления ислама. Его убийство предположительно было совершено по религиозным мотивам.

## Карьера
В 1983 году дебютировал на международном уровне на чемпионате Азии по боксу в Японии, где завоевал бронзовую медаль. В 1984 году представлял Пакистан на летних Олимпийских играх в Лос-Анджелесе. Боксировал в полусреднем весе и занял 17-е место. В 1988 году представлял Пакистан на летних Олимпийских играх в Сеуле. Выступал в полусреднем весе и занял 9-е место. В 1992 году представлял Пакистан на летних Олимпийских играх в Барселоне. Выступал в полусреднем весе и занял 17-е место. В 1985 году представлял Пакистан на Южноазиатских играх в 1985 году в Дакке и завоевал золотую медаль. В 1990 году представлял Пакистан на Азиатских играх 1990 года и завоевал золотую медаль.

## Награды
- Ситара-и-Имтиаз, награда вручена президентом Пакистана в 1989 году[3];
- «Pride of Performance», награда вручена президентом Пакистана[7][10][11];
- Президентская золотая медаль, вручена в 1991 году[3].

## Смерть
16 июня 2011 года был застрелен возле своего офиса около национального стадиона «Айюб» неустановленными лицами на мотоцикле. В него выстрелили несколько раз, одна из выпущенных пуль попала в голову, его срочно доставили в ближайшую больницу, но он умер до того, как ему была оказана медицинская помощь. Запрещенная пакистанская террористическая группировка Лашкар-е-Джангви взяла на себя ответственность за убийство Абрара Хусейна.

### Похороны
Тело Абрара Хусейна было доставлено к нему домой вместе с процессией, на его похороны пришло очень большое количество людей. Похоронен на хазарейском кладбище Бехешт-э-Зайнаб на Аламдар-роуд в Кветте.

### Ответственность
Полиция не произвела арестов, а большое количество людей из шиитской хазарейской общины провело демонстрацию с требованием установления и наказания убийц.
Главный министр и губернатор провинции выразили сожаление в связи с его смертью.
Федерация бокса Пакистана назвала смерть Абрара Хусейна невосполнимой утратой для спорта. Пакистанский боксер Мухаммад Васим высказал соболезнования и заявил, что это огромная потеря. Федерация бокса Пакистана] отложила проведения национальных турниров по боксу, в том числе: национальный боксёрский турнир в Кветте и молодёжный боксерский турнир в Карачи.